# Liv Bernhoft Osa
Liv Bernhoft Osa (Voss, 3 de março de 1957) é uma atriz norueguesa. Ela recebeu o Prêmio Amanda de melhor atriz pelo filme Pyromaniac de 2016.

## Vida pessoal
Liv Bernhoft Osa foi casada com o diretor de teatro e cinema Pål Løkkeberg (1934-1998).

## Filmografia

### Cinema
- 1983: Hockeyfeber - Vera
- 1984: Snart 17 - Ekspeditrise
- 1994: Trollsyn - Mor
- 1998: Madeline
- 2004: Uno - Mona
- 2007: Svein og Rotta og UFO-mysteriet - Dora
- 2013: Detektiv Downs - Rita Stjernen
- 2016: Pyromanen - Alma

### Televisão
- 1977: Lykkespill - Wenche Foss som ung
- 1987: Pilen flyttebyrå - Anita
- 1990: Den svarta cirkeln
- 1991: Fedrelandet - Rakel
- 1994: Vestavind - Emma Engan Nedrebø
- 1996: Familiesagaen de syv søstre - Charlotte Zimmermann
- 2002: Tiden før Tim - mãe de Nina
- 2002: Jul på Månetoppen - Mamãe Noel
- 2008-2009: Honningfellen - Åsa Nymann
- 2011: Taxi - mãe de Anne
- 2014: Mammon - Advogada Runa Torgersen
- 2015: Kampen for tilværelsen - Schreiner